# スタンド・バイ・ユア・マン
「スタンド・バイ・ユア・マン」（Stand by Your Man）は、タミー・ワイネットが1968年に発表した楽曲。CMT（カントリー・ミュージック・テレビジョン）が行った「Top 100 Country Music Songs」の1位に選出されている。最もよく知られたカントリー・ソングのひとつ。

## 概要
作詞作曲はプロデューサーのビリー・シェリルとタミー・ワイネット。エピック・レコードのスタジオで15分足らずで書き上げられたという。ワイネットは当初この歌が好きになれずにいた。それまでに自分が書いてきたどの作品とも似てなかったからであり、また高音が歌いづらかったためである。1968年8月28日に録音が行われ、9月20日にシングルとして発表された。
ビルボードのカントリー・チャートで3週にわたり1位を記録。イージーリスニング・チャートで11位、1969年2月1日付のビルボード・Hot 100で19位を記録した。カナダのカントリー・チャートで1位を記録。
ワイネットは本作品により第12回グラミー賞（1970年3月開催）で最優秀女性カントリー・ボーカル賞を受賞した。
1975年にヨーロッパで発売された折は、英国、アイルランド、オランダ、ベルギーのそれぞれのポップ・チャートで1位を記録した。
『ファイブ・イージー・ピーセス』（1970年）、『ブルース・ブラザース』（1980年）、『第四の核』（1987年）、『クライング・ゲーム』（1992年）、『めぐり逢えたら』（1993年）、『フォー・ウェディング』（1994年）、『007 ゴールデンアイ』（1995年）、『ハリガン氏の電話』（2022年）などの映画で使用された。
『ローリング・ストーン』誌が選ぶ最も偉大な500曲において、473位にランクされている。

## カバー・バージョン
- パティ・ペイジ - 1968年のシングル。
- リン・アンダーソン - 1969年のアルバム『With Love, From Lynn』に収録[5]。
- ロレッタ・リン - 1969年のアルバム『Woman of the World / To Make a Man』に収録。
- ボビー・ヴィントン - 1969年のアルバム『Vinton』に収録。
- ローレン・マン - 1969年のアルバム『A Mann Named Lorene』に収録。
- キティ・ウェルズ - 1969年のアルバム『Guilty Street』に収録。
- ワンダ・ジャクソン - 1970年のアルバム『A Woman Lives for Love』に収録。
- キャンディ・ステイトン - 1970年のシングル。ビルボードのR&Bチャートで4位を記録。
- ダイアナ・トラスク - 1972年のアルバム『Sings About Loving』に収録。
- キャロル・ベイカー - 1978年のコンピレーション・アルバム『20 Country Classics』に収録。
- ブルース・ブラザーズ - 1980年の映画『ブルース・ブラザース』の中で演奏される。カントリー・バーでジョン・ベルーシとダン・エイクロイドは振り付けをしながら歌う。
- レミー・キルミスター & ウェンディ・O・ウイリアムズ - 1982年のEP。
- ライル・ラヴェット - 1989年のアルバム『Lyle Lovett and His Large Band』に収録。
- ディクシー・チックス - 様々なアーティストによる1998年のコンピレーション・アルバム『Tribute To Tradition』に収録。
- エルトン・ジョン - 1998年のトリビュート・アルバム『Tammy Wynette Remembered』に収録。
- ミー・ファースト・アンド・ザ・ギミー・ギミーズ - 2001年のアルバム『Blow in the Wind』に収録。
- キャロル・ウェルスマン - 2006年のアルバム『What'cha Got Cookin'?』に収録。
- カーラ・ブルーニ - 2017年のアルバム『French Touch』に収録。
- ローラ・リン - 2018年のアルバム『Country』に収録。オランダ語詞。タイトルは「Blijf toch bij mij」。